# بن عباس گل بگ میر
بن عباس گل بگ میر، روستایی از توابع بخش معمولان شهرستان پلدختر در استان لرستان ایران است.

## جمعیت
این روستا در دهستان افرینه قرار دارد و براساس سرشماری مرکز آمار ایران در سال ۱۳۸۵، جمعیت آن ۲۳ نفر (۶خانوار) بوده‌است.